# Jeanne Auzoult
Scènes principales
Troupe du Marais
Hôtel de Bourgogne
Jeanne Auzoult, dite « Mlle Baron » ou « la Baronne », est une actrice française née en 1625 et morte le 6 septembre 1662.

## Biographie
Fille des comédiens Jean Auzoult et Anne de Crenet, elle entre très jeune dans la troupe de l'hôtel de Bourgogne dans laquelle jouent ses parents. Elle y fait la connaissance en 1641 du comédien André Boyron dit Baron, transfuge de la troupe du Marais, qu'elle épouse le 22 avril 1641 en l'église de Saint-Nicolas-des-Champs,, faisant désormais carrière sous le pseudonyme de « Mlle Baron » ou « la Baronne ». Elle a seize ans, lui quarante.
Le couple a six enfants, :
- Claude (né en 1644) ;
- Jeanne-Florence (née en 1646) ;
- Charles (né en 1647) ;
- Jérôme  (né en 1648) ;
- Nicolas (né en 1650) ;
- Michel (né en 1653), qui deviendra un des principaux acteurs de la troupe de Molière et des membres fondateurs de la sociétaire de la Comédie-Française, donnant naissance à une longue lignée des comédiens.

À défaut de qualités d'actrice, sa beauté lui attire le succès et suscite la jalousie de Baron. Tallemant des Réaux rapporte ainsi que le comédien Floridor, qui rejoint à son tour l'hôtel de Bourgogne en 1647, « était amoureux de sa femme et une fois qu'il sembla au mari qu'elle avait parlé (sur le théâtre et dans son rôle) trop passionnément à Floridor, au sortir de la scène, il lui donna deux bons soufflets,,,. » Aux dires de Titon du Tillet, le cardinal de Richelieu la surnomme quant à lui la « Belle Ignorante ».
En octobre 1655, Baron se blesse le pied sur scène avec son épée. Atteint de gangrène et refusant l'amputation, il meurt quelques jours plus tard,,.
Elle se remarie après trois ans de veuvage et entretient quelques liaisons médiatisées avec des hommes fortunés. Une mésaventure avec l'un de ses bienfaiteurs lui cause une crise nerveuse telle qu'elle tombe gravement malade. Elle meurt le 6 septembre 1662, à seulement 37 ans.

« Cette actrice de grand renom

Dont la Baronne était le nom,

Cette merveille du théâtre

Dont Paris était idolâtre

Qui par ses récits enchanteurs

Ravissait tous ses auditeurs

Est depuis deux jours dans la bière

Et la mort n'a point respecté

Cette singulière beauté,

Faisant périr en sa personne

Une grâce toute mignonne,

Un air charmant, un teint de lis,

Mille et mille agréments jolis

Qui des yeux étaient les délices

Bref, une des rares actrices

Qui pour notre félicité

Sur la scène ait jamais monté. »

— Jean Loret, Muse historique, 9 sept. 1662.